# Université Politehnica de Bucarest
Pour les articles homonymes, voir Université Politehnica.
L'université Politehnica de Bucarest (en roumain Universitatea Politehnica din București), avant 1992 École polytechnique de Bucarest (1920-1948) puis Institut polytechnique de Bucarest (1948-1992), est une université publique technologique de Roumanie, fondée en 1864 sur les bases d'une ancienne école technique fondée par Gheorghe Lazăr en 1818.

## Composition
L'université Politehnica de Bucarest comprend 13 facultés avec une durée d'études de quatre ans pour obtenir le diplôme d'ingénieur et deux ans en plus pour le diplôme de master. Il y a également deux écoles techniques avec une durée d'études de trois ans.
- Faculté d'électrotechnique (Inginerie Electrică)
- Faculté de techniques énergétiques (Energetică)
- Faculté d'automatique et d'informatique (ro) (Automatică și Calculatoare)
- Faculté d'électronique, des télécommunications et des techniques de l'information (Electronică, Telecomunicații și Tehnologia Informației)
- Faculté de génie mécanique et de mécatronique (Inginerie Mecanică și Mecatronică)
- Faculté de management des systèmes technologiques (Ingineria și Managementul Sistemelor Tehnologice)
- Faculté de génie des systèmes biotechnologiques (Ingineria Sistemelor Biotehnice)
- Faculté des transports (Transporturi)
- Faculté aérospatiale (Inginerie Aerospațială)
- Faculté des sciences et techniques des matériaux (Știința și Ingineria Materialelor)
- Faculté de chimie appliquée et de science des matériaux appliquées (Chimie Aplicată și Știința Materialelor)
- Faculté des sciences de l'ingénieur en langues étrangères (Inginerie în Limbi Străine)
- Faculté de sciences appliquées (Științe Aplicate')
- Faculté de génie biomédical (Inginerie Medicală)
- Faculté d'entreprenariat, d'ingénierie et de management (FAIMA, Antreprenoriat, Ingineria și Managementul Afacerilor)

## Personnalités liées
Parmi les personnalités ayant étudié ou enseigné à l'Université Politehnica de Bucarest on compte :
- Henri Coandă - ingénieur aéronautique, pionnier du moteur à réaction,
- Elie Carafoli - fondateur de l'école roumaine d'aérodynamique,
- Constantin Dinculescu - ingénieur en énergie,
- Ion Iliescu - président de la Roumanie (1990-1996 et 2000-2004)
- Petre Roman - Premier ministre de la Roumanie (1989-1991)

## Lien externe

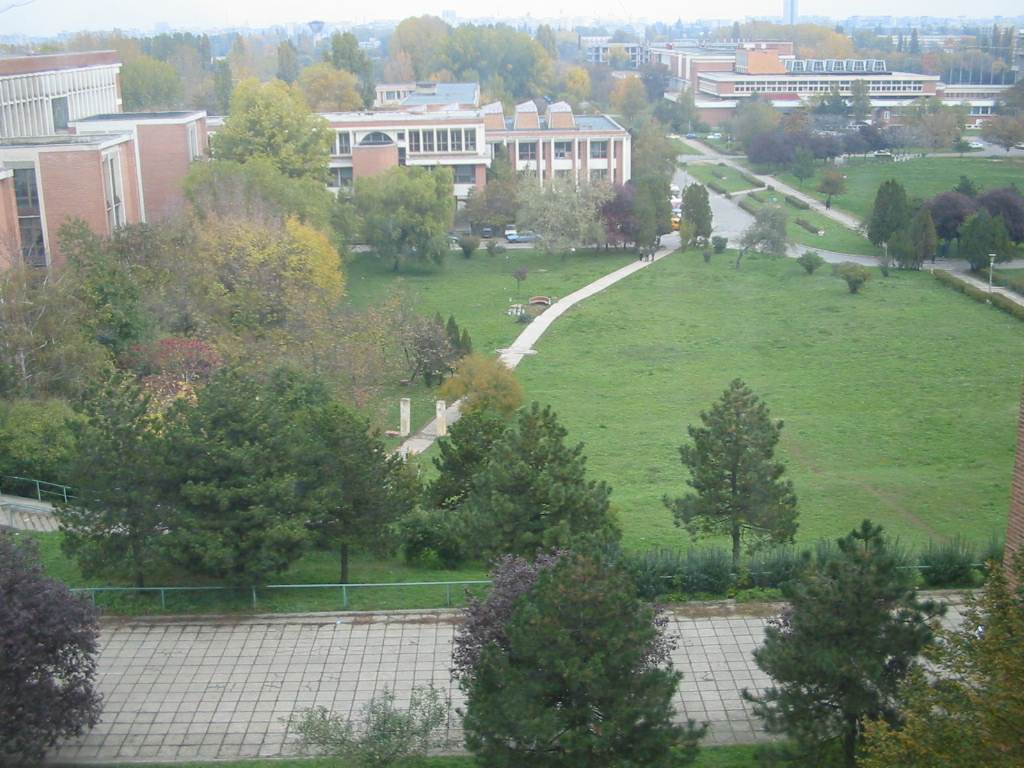
Vue aérienne du campus
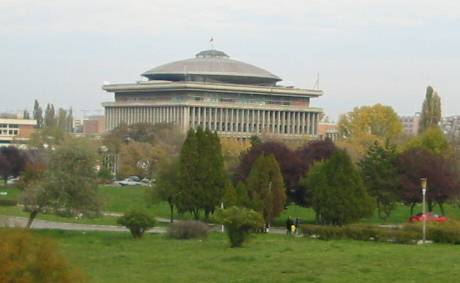
Le rectorat